# Rzepisko (Magura Spiska)
Rzepisko (słow. Repisko, 1259 m) – najwyższy szczyt Magury Spiskiej, według regionalizacji Jerzego Kondrackiego należącej do Pogórza Spiskiego. Znajduje się w głównym grzbiecie Magury Spiskiej na terenie Słowacji. Jest zwornikiem. W południowo-wschodnim kierunku odchodzi od Rzepiska boczny grzbiet, który poprzez Przysłop (1214 m) i Przełęcz Zdziarską (1081 m) łączy się z Tatrami Bielskimi. W południowo-zachodnim kierunku do Podspadów opada inny, krótki grzbiet. Pomiędzy tymi grzbietami spływa Goliasowski Potok. W północnym kierunku do doliny Osturniańskiego Potoku opada jeszcze jeden grzbiet z wierzchołkiem Bystrý vrch (991 m). Po jego zachodniej stronie spływa potok bez nazwy uchodzący do Osturniańskiego Potoku, po stronie wschodniej potok Kobylianka uchodzący do potoku Bystrá (dopływ Osturmiańskiego Potoku). W górnej części tego grzbietu i tuż pod granią główną Magury Spiskiej (po zachodniej stronie wierzchołka Rzepiska) znajduje się duża Polana Kacwińska (Kacvinska poľana).
Przez grań główną Magury Spiskiej po zachodniej stronie Rzepiska i dalej przez Przysłop i Przełęcz Zdziarską przebiega granica Tatrzańskiego Parku Narodowego. Słowacy bowiem południowo-zachodni skrawek Magury Spiskiej włączyli w obszar tego parku i dodatkowo utworzyli tutaj kilka obszarów ochrony ścisłej. Jest to też rejon wyłączony z ruchu turystycznego, ale Polana Kacwińska, północne i północno-wschodnie stoki Rzepiska znajdują się już poza obszarem parku narodowego. Świerkowe lasy porastające Rzepisko i znaczną część stoków Magury Spiskiej zostały w 2004 powalone przez wiatr halny i są tutaj wielkie wiatrołomy.

## Szlaki turystyczne
– szlak narciarski z Osturni na Kacwińską Polanę